# Општина Ибанешти Падуре (Муреш)
Ибанешти Падуре (рум. Ibăneşti Pădure) општина је у Румунији у округу Муреш.
Oпштина се налази на надморској висини од 593 m.